# Anthony Ruivivar
Anthony Michael Ruivivar (ur. 4 listopada 1970 r. w Honolulu, w stanie Hawaje) – amerykański aktor.

## Filmografia

### Filmy fabularne
- 1990: Maverick Square
- 1994: Biały Kieł 2: Legenda o Białym Wilku (White Fang 2: Myth of the White Wolf) jako Peter
- 1996: Dogonić słońce (Race the Sun) jako Eduardo Braz
- 1997: Przodem do tyłu (In & Out)
- 1997: Żołnierze kosmosu (Starship Troopers) jako Shujimi
- 1998: Sztuka wysublimowanej fotografii (High Art) jako Xander
- 1998: Harvest jako Roberto Fuentes
- 1999: Nieodparty urok (Simply Irresistible) jako Ramos
- 1999: Saturn jako Arturo / Szatan
- 2000: Swimming jako Kalani
- 2004: Express jako John
- 2004: Poster Boy jako Daniel
- 2008: Jaja w tropikach (Tropic Thunder) jako sierżant plutonu postrzelony w głowę
- 2009: Wyspa strachu (A Perfect Getaway) jako Chronic
- 2009: Play Dead jako Jesus
- 2011: Big Mike jako Armando Romero
- 2011: Milczący świadek (Silent Witness) jako Michael Ramos
- 2012: Junction jako Tai

### Seriale TV
- 1997: Prawo i bezprawie (Law & Order: Trial by Jury) jako Raymond Cartena
- 1997: Wszystkie moje dzieci (All My Children) jako Enrique 'Ricky'
- 1999–2005: Brygada ratunkowa (Third Watch) jako Carlos Nieto
- 2005: Misja: Epidemia (Medical Investigation) jako Carlos Nieto
- 2006: Krok od domu (Close to home) jako detektyw Vega
- 2007: Wzór (Numb3rs) jako agent Cordero
- 2007: Podróżnik (Traveler) jako agent Guillermo Borjes
- 2007: Chuck jako Tommy
- 2007: Zabójcze umysły (Criminal Minds) jako porucznik Ricardo Vega
- 2007: CSI: Kryminalne zagadki Las Vegas (C.S.I.: Crime Scene Investigation) jako detektyw Ruben Bejarano
- 2010–2011: Cała prawda (The Whole Truth) jako Alejo Salazar
- 2011: Władcy umysłów (The Adjustment Bureau) jako McCrady
- 2011: Żona idealna (The Good Wife) jako kpt. Moyer
- 2011: American Horror Story: Murder House jako Miguel Ramos
- 2012: Mroczne zagadki Los Angeles (Major Crimes) jako zastępca prokuratora okręgowego Ozzy Michaels
- 2012: Tożsamość szpiega (Burn Notice) jako Rafael Montero
- 2012: Mentalista (The Mentalist) jako Victor Phipps
- 2013: Southland (Gliniarze z Southland) jako Oficer Hank Lucero
- 2013: Castle jako Barrett Hawke
- 2013–2014: Revolution jako generał Bill Carver
- 2013–2014: Banshee jako Alex Longshadow
- 2014: Piękna i Bestia (Beauty and the Beast) jako Agent Henry Knox
- 2014: Hawaii Five-0 (Hawaii 5.0) jako Marco Reyes
- 2014: Nashville jako Brett Rivers
- 2015: American Horror Story: Hotel jako Richard Ramirez
- 2016: Scream jako szeryf Miguel Acosta